# Липки (Яворівський район)
Ли́пки — село в Україні, у Яворівському районі Львівської області. Населення становило 8 осіб у 2019 році. Орган місцевого самоврядування - Шегинівська сільська рада.